# BriLife
BriLife (IIBR-100) ist ein vektorbasierter Impfstoff gegen COVID-19. Er baut auf einem rekombinanten vesikulären Stomatitis-Virus (VSV) auf, einem Tiervirus, das beim Menschen keine Krankheit verursacht und bei dem das Spike-Protein durch dasjenige von SARS-CoV-2 ersetzt wurde, was zu einer schnellen und wirksamen Induktion von neutralisierenden Antikörpern gegen SARS-CoV-2 führt. Der menschliche Körper erkennt das auf der Hülle exprimierte Spike-Protein und beginnt, eine immunologische Reaktion zu entwickeln. Der Impfstoff ähnelt dem Impfstoff VSV-EBOV, der sich bereits gegen das tödliche Ebolavirus als erfolgreich erwiesen hat.
Federführend ist das Israelische Institut für biologische Forschung (IIBR), das mit den Hadassah-Krankenhäusern zusammenarbeitet. Die klinischen Phase-2-Studien des Vakzins sollten bis Anfang Mai 2021 abgeschlossen sein. Es war geplant, die Phase-3-Studie in Argentinien durchzuführen, wofür 24.000 bis 30.000 Freiwillige erforderlich wären.